# Lagidium ahuacaense
El 'arnejo, vizcacha del cerro Ahuaca, vizcacha ahuaca o sacha conejo (Lagidium ahuacaense) es una especie de roedor histricomorfo de la familia Chinchillidae, que se encuentra en el sur de Ecuador. Fue observado por primera vez en 2005 y descrito formalmente en 2009. Habita más de 500 km al norte de la población más cercana previamente conocida de vizcachas de montaña en el centro del Perú.
Es una especie de tamaño mediano con dorso gris-marrón y crema partes inferiores blancas. La cola es larga y varios tonos de marrón oscuro por encima y por debajo de café. El cráneo es largo, con un rostro ancho (parte delantera) y la región interorbital estrecha (entre los ojos). Los lados de la fosa mesopterigoide (la abertura detrás de la parte posterior del paladar) son muy divergentes.
Solo se conoce una única población, que se encuentran en hábitats rocosos en el cerro El Ahuaca, una montaña de granito aislada en el sur de Ecuador, y pueden ser apenas unas pocas docenas de individuos. La especie está amenazada por los incendios y el pastoreo de ganado, y los descubridores recomiendan que su estado de conservación se evalúe como "En Peligro Crítico".

## Taxonomía
Lagidium ahuacaense fue observado por primera vez en julio de 2005, cuando la única población conocida fue encontrada en el Cerro El Ahuaca, Ecuador, más de 500 km al norte de la población más septentrional conocida hasta entonces de vizcachas de montaña (Lagidium) en el centro de Perú. El hallazgo fue publicado en una nota de 2006 por Florian Werner, Ledesma Karim, y Rodrigo Hidalgo, quien identificó provisionalmente a la población como la representación de la especie peruana Lagidium peruanum, pero no descartó la posibilidad de que podría representar una especie distinta. Tres años más tarde, Ledesma, Werner, Ángel Spotorno, y Luis Albuja procedieron a describir a la población como una nueva especie, Lagidium ahuacaense, sobre la base de las diferencias morfológicas y secuencias de ADN. El nombre específico, ahuacaense, se refiere a cerro El Ahuaca. Se sugirió el nombre común de "vizcacha de montaña ecuatoriana".
Lagidium ahuacaense es la cuarta especie del género Lagidium que se ha descrito, después de L. peruanum, L. viscacia y L. wolffsohni de los Andes centrales y del sur, aunque más especies pueden llegar a ser reconocidas dentro y L. viscacia y L. wolffsohni es pobremente diferenciado de L. viscacia. Junto con la vizcacha de las llanuras (Lagostomus maximus) y la chinchilla (Chinchilla), Lagidium formas de la familia Chinchillidae, de los roedores.Lagidium ahuacaense difiere en al 7,9% de todas las otras especies en las secuencias de ADN del gen mitocondrial citocromo b. Un análisis cladístico, ubicó las especies del Ecuador como el grupo hermano de todos los Lagidium, pero el apoyo a esta posición no fue fuerte. El análisis morfométrico también confirma que la población ecuatoriana es diferente de las otras especies Lagidium.

## Descripción

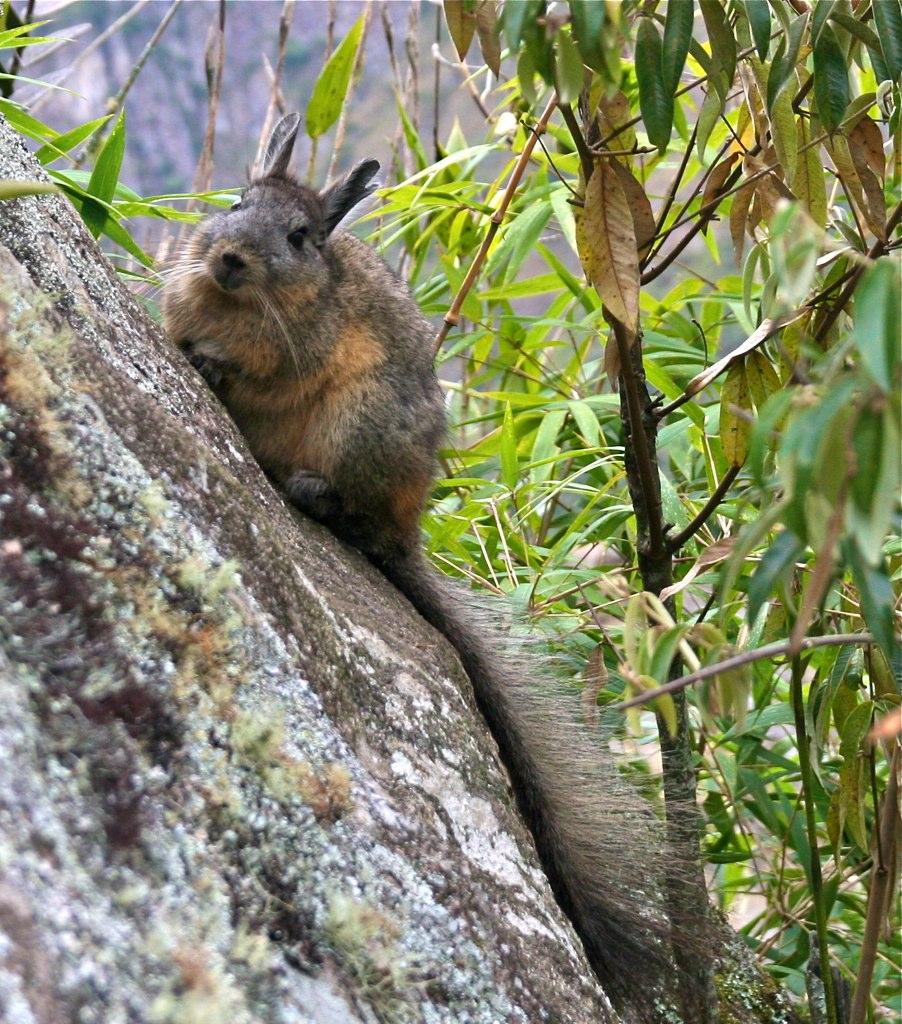
Una vizcacha del norte (Lagidium peruanum), la especie que se produce más cercana a L. ahuacaense

Lagidium ahuacaense es una de tamaño mediano con lana, gris-marrón de piel y una cola muy larga. Hay una raya negro en el centro de la espalda. Las vibrisas gruesas y largas mistacial (bigotes por encima de la boca) son en su mayoría de color marrón oscuro y las vibrisas algunas cejas (por encima de los ojos) también se espesa y marrón. Las orejas están cubiertas de piel oscura. Las partes inferiores son de color blanco cremoso. Las patas delanteras son de color marrón y de pelaje más corto que el traseras, que están en cubierta en parte por una mezcla de pelos de color marrón y crema, y en parte por los pelos marrones oscuros. Primer plano y patas traseras tienen cuatro dígitos, que terminan en pequeñas garras, curvas y tres pastillas de color negro. Las palmas y las plantas están desnudas. La cola es peluda con los pelos en la parte superior más que los a continuación. La parte superior es de color gris-marrón en la base, la luz al marrón medio mezclado con la crema en el medio, y de color marrón rojizo en la punta, y la parte inferior es de color marrón oscuro. En el único ejemplar medido, la cabeza y la longitud del cuerpo es de 403 mm, longitud de la cola es de 400 mm, longitud del retropié es de 85 mm, longitud de la oreja es de 60 mm, y la masa corporal es 2,03 kg.
El cráneo es largo y compacto. Los huesos premaxilares se extienden ligeramente por delante de los incisivos superiores y los arcos cigomáticos (pómulos) son amplias. La sutura entre los huesos premaxilar y frontal está más curvada que en L. peruanum y la tribuna (parte frontal del cráneo) es más ancha y la región interorbital (entre los ojos) es más estrecho que en L. viscacia y L. wolffsohni. El foramen incisivo (aberturas en la parte delantera del paladar) son largas y estrechas. El paladar se extiende hasta un punto cercano a la parte alta del tercer molar. Los lados de la fosa mesopterigoide (la abertura detrás del margen posterior del paladar) están más divergentes que en otros Lagidium. (mandíbula fuerte. La fórmula dental es superior: 1.0.1.3, inferior: 1.0.1.3, total: 20 (un incisivo, premolar, y tres molares en cada lado de la mandíbula superior e inferior). Los incisivos son grandes y blancos y ranurados con claridad. Los molares son de copa baja y sin raíces (en continuo crecimiento).

## Ecología y estado de conservación
Lagidium ahuacaense es conocido solo en el cerro El Ahuaca, un fuerte granito inselberg cerca de Cariamanga en la provincia de Loja, al sur de Ecuador, donde se encuentra a una altitud de 1950 a 2480 m, pero solo cerca de las superficies rocosas. la vegetación está dominada por el pasto gordura (Melinis minutiflora). se comen las plantas y los restos de su alimentación son visibles en la montaña. su hábitat en el cerro El Ahuaca tiene una superficie de alrededor de 120 hectáreas, y la población total que no puede contener más de una docena de individuos pocas. a excepción de algunos pequeños afloramientos cerca del Cerro, no hay un hábitat adecuado cerca, pero más poblaciones pueden existir en otros lugares en el sur de Ecuador o en sus cercanías el norte de Perú.
La especie está amenazada por los incendios, que se utiliza para mantener los campos de cultivo en las cercanías, que a menudo se salen de control y destruyen parte del hábitat de la vizcacha en el Cerro, y por la competencia por el alimento con el ganado vacuno. Sin embargo, la especie es desconocida para la población local y no es objeto de caza. En vista de su gama de pequeños y de población, Ledesma y sus colegas recomiendan que las especies se evalúe como "En Peligro Crítico" en los criterios de la Lista Roja de la UICN y recomendó inmediata acciones de conservación para proteger el Cerro El Ahuaca población y nuevas investigaciones sobre su biología.